# Michel Provost
Pour les articles homonymes, voir Provost.
Michel Provost, né le 30 août 1945 à Nozay (Loire-Atlantique) est un historien et archéologue universitaire français, spécialiste de la Gaule romaine et directeur de la Carte archéologique de la Gaule, depuis 1988, pour le compte de l'Académie des inscriptions et belles-lettres.

## Biographie
Issu d'une famille modeste d'agriculteurs, Michel Provost fait des études secondaires au lycée de Châteaubriant, avant de passer son baccalauréat à Nantes et d'y poursuivre des études d'histoire (licence, maîtrise) à l'université. Lauréat du concours d'agrégation d'histoire en 1970, il est nommé à Angers où il enseigne, d'abord au CES de Belle-Beille, puis au lycée David d'Angers (à partir de 1975), jusqu'en 1983.
Parallèlement, il entame une thèse de troisième cycle sur l'histoire et l'archéologie d'Angers dans l'Antiquité, qu'il soutient en 1978 à l'université de Nantes. Ce travail intègre notamment les résultats de la fouille archéologique d'une tour de l'enceinte tardo-antique, qu'il conduit entre 1974 et 1976 avec l'association des Jeunes Andécaves. La monographie qu'il en tire, sous le titre Angers gallo-romain (Naissance d'une cité), reçoit un prix du salon français du livre.
Devenu assistant-agrégé d'histoire ancienne à l'université d'Angers en 1982, il élargit le champ de ses recherches historiques et archéologiques au Val de Loire dans l'Antiquité, titre de sa thèse d'État, réalisée sous la direction de Jehan Desanges et soutenue en Sorbonne en 1986. La publication de cette thèse dans la collection des suppléments à la revue Gallia intervient en 1993.
En 1988, Michel Provost est élu professeur d'histoire ancienne à l'Université de Clermont-Ferrand II, où il assure la direction du département d'histoire, de 1991 à 1994, tout en étant membre du conseil scientifique de l'université entre 1989 et 1993. En 1996, il devient professeur d'histoire ancienne à l'université d'Avignon et des Pays de Vaucluse. Entre 2000 et 2005, il en assure la direction du département d'histoire ; il est également vice-directeur de l'UFR Lettres et membre du conseil d'UFR.
De 1987 à 1993, il est membre du jury du concours de CAPES interne d'histoire-géographie et vice-président historien de ce jury de 1990 à 1993.
En 2007, il est nommé membre senior de l'Institut Universitaire de France, puis membre honoraire en 2012. Il fait valoir ses droits à la retraite en 2010, tout en conservant la direction de la Carte archéologique de la Gaule.
En 1968, il a épousé Marie-Pierre Plantive, professeure de lettres classiques dans l'enseignement secondaire jusqu'en 1996, puis détachée comme assistante d'édition de la Carte archéologique de la Gaule à l'Académie des inscriptions et belles-lettres.

## Carte archéologique de la Gaule

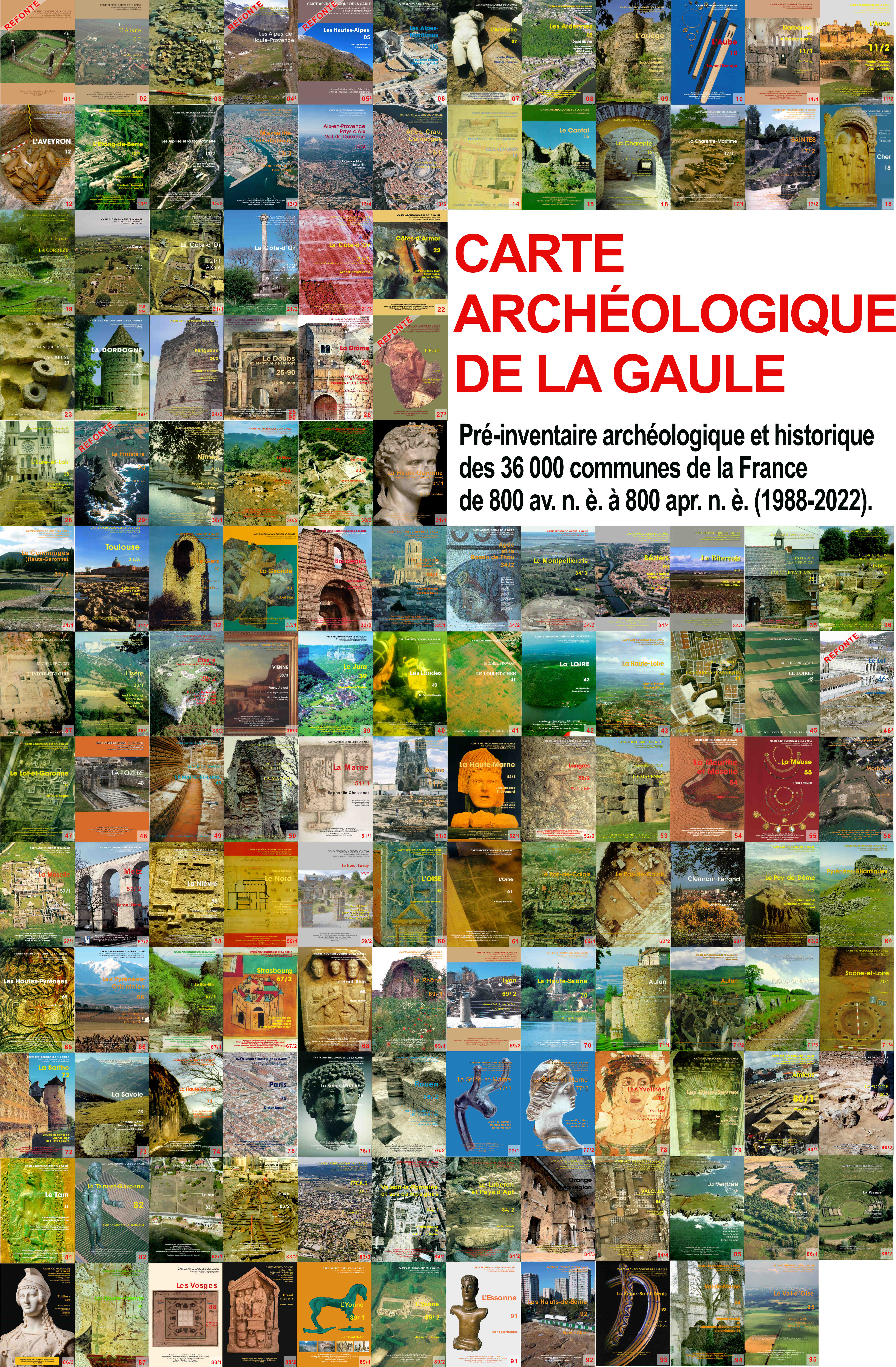
État de la collection Carte archéologique de la Gaule au 01/09/2022.

Les méthodes que Michel Provost avait développées pour sa thèse sur le Val de Loire, une synthèse régionale reposant sur les inventaires archéologiques des communes des cinq départements ligériens, furent ensuite reprises et généralisées à l'ensemble du territoire français dans le cadre de la Carte archéologique de la Gaule, un pré-inventaire archéologique de l'intégralité des 36000 communes françaises. Cette collection étudie dans des résumés très détaillés (site par site, mobiliers par mobiliers, classés avec références scientifiques et illustrations) les découvertes archéologiques de toutes les communes de la France actuelle (classées selon l’INSEE), pour la période courant de 800 av. J.-C à 800 apr. J.-C.
Michel Provost exerce depuis 1988 la responsabilité de cette collection de l'Académie des inscriptions et belles-lettres, conçue comme l'inventaire méthodique des découvertes archéologiques sur l'ensemble du territoire métropolitain. Il en avait obtenu la création et la direction grâce au patronage de Christian Goudineau, alors titulaire de la chaire d'Antiquités nationales au Collège de France et vice-président du Conseil supérieur de la recherche archéologique, et de Jean Leclant, secrétaire perpétuel de l'Académie des inscriptions et belles-lettres. De 1993 à 2013, la collection a bénéficié du soutien financier des Ministères de l’Education Nationale, de la Recherche et de la Culture. Sa diffusion est assurée par la   Fondation Maison des Sciences de l’Homme.
En 2022, la parution du volume consacré à Grand (Vosges) permet à Michel Provost de parachever le projet initial de carte archéologique de la Gaule. La collection comprend alors 138 volumes : Michel Provost a assuré la direction aussi bien technique que scientifique de chaque volume, depuis la recherche des financements et le recrutement des auteurs, lorsqu'il n'en était pas le rédacteur unique, la révision et le montage des manuscrits avec l'aide de son épouse et première collaboratrice, jusqu'au suivi de la diffusion.
La collection continue de s'enrichir régulièrement de la refonte de volumes déjà publiés, rendue nécessaire par le renouvellement des recherches archéologiques.
Pour Michel Provost, les volumes de cette collection montrent les multiples facettes des identités culturelles françaises étroitement liées à l’histoire de l’Europe : malgré de très forts particularismes locaux, dans des sociétés à évolution lente. Le territoire de la France actuelle, appelé improprement « gauloise » par César — titre dénoncé par Chr. Goudineau, car César n’a pu conquérir que l’extrémité ouest d’un monde celto-gaulois s’étendant de l’Atlantique à la Mer Noire et à la Turquie actuelle ! — apparaît comme inscrit profondément (voire bien intégré) dans l’ensemble d’une Europe occidentale dont il fait la synthèse culturelle. On y retrouve, parfois en même temps, des influences atlantiques (dont témoignent d’étroites relations avec les îles Britanniques, l’Espagne et le Portugal), une communauté continentale solidaire de l’espace Rhéno-danubien (tant aux époques celtes que germaniques), mais aussi une profonde et durable intégration au monde méditerranéen (avec les colonisations grecques, la conquête romaine et surtout les migrations permanentes de populations qui sont à l’origine de la France actuelle).

## Monographies
- Angers gallo-romain ; naissance d'une cité, Angers, 1978, 176 p., 10 pl.
- Le Val de Loire dans l'Antiquité, Paris, CNRS, 52e suppl. à Gallia, 1993, 426 p, 180 cartes.

## Articles
- « Voies romaines à Angers », dans Andes, n° 4, 1977, p. 6 à 16.
- « Vénus à gaine en terre blanche trouvée à Angers », dans Andes, n° 1, 1977, p. 30 à 34.

- « Les portes et les tours de l'enceinte gallo-romaine d'Angers », dans Caesarodunum, 1978, p. 227 à 242.
- « Thermes de l'Esvière », dans Andes, n° 7, 1978, p. 20 à 34.
- « L'édifice dérivé de l'amphithéâtre appelé Grohan », dans Andes, n° 6, 1978, p. 6 à 20.
- « Les fouilles archéologiques du 50 rue Toussaint à Angers », dans Andes, n° 8, 1978, p. 4 à  13.
- « Naissance de Juliomagus d'après la céramique découverte à Angers », dans Andes, n° 5, 1978, p. 15 à 22.
- « Les origines d'Angers », dans Annales de Bretagne et des Pays de l'Ouest, t. 86, n° 3, 1979, p. 351 à 377.
- « La circulation monétaire dans le Val d'Anjou à l'époque gallo-romaine d'après les collections du Musée Jeanne de Laval à Beaufort-en-Vallée (M.-et-L.) », dans  Andes, n° 9,1979-1980, p. 43 à 73.
- « De l'oppidum gaulois au castrum du Haut Moyen Age : l'exemple de l'histoire d'Angers », dans 105e Congrès National des Sociétés Savantes, Caen, 1980, p. 68.
- « L'urbanisme à Juliomagus », dans Les 100 villes qui ont fait l'Occident, Caesarodunum, 1980, p. 230 à 244.
- « Une tour de l'enceinte gallo-romaine d'Angers (Maine-et-Loire) », dans Gallia, t. 38, f. 1, 1980, p. 97 à 116.
- « Les importations de vaisselle à Angers au cours des deux premiers siècles  de  notre ère », dans Revue Archéologique du Centre de la France, t. XX, 1981, p. 5 à 17.
- « Le trésor d'aurei de Corné (M. et L.) et la thésaurisation de l'or dans la deuxième moitié du IIe s. de notre ère », dans Bulletin de la Société Française de Numismatique, 36e année, 1981, n° 9, p. 113-114.
- « Les limites de la cité des Andes », dans Colloque Frontières en Gaule, 1980, Caesarodunum, XVI, 1981, p. 180 à 193.
- « La circulation des monnaies romaines au début de l'époque augustéenne, d'après les trésors enfouis en Anjou », dans Journées Numismatiques dans Bulletin de la Société Française de Numismatique, 37e année, 1982, p. 188 à 190.
- « Les voies   anciennes des Andes », dans Archeologia, n° 67, octobre 1982, p. 13-19.
- « Le trésor d'aurei de Saumur », dans Bulletin de la Société Française de Numismatique, 37e année, 1982, p. 161 à 163.
- « La piraterie sur les côtes de la Gaule romaine à la fin du IIe s. et au tout début du IIIe s. ap. J.-C. », dans Enquêtes et documents, Nantes, VII, 1982, p. 7-33.
- « Le trésor de Corné (M.-et-L.) : 458 aurei du IIe s. après J.-C. », dans Revue Numismatique, t. XXIV, 1982, p. 57-91, pl. IV-VIII.
- « Recherches sur les mutations de l'agriculture gauloise dans la deuxième moitié du  IIe s. de notre ère », dans La villa romaine. Caesarodunum, XVII, 1982, p. 393 à 401.
- « Une anse de chaudron étrusque à Sainte-Gemmes-sur-Loire (M.-et-L.) », dans Gallia, 41, 1983, p. 209-215.
- « L'homme et les fluctuations climatiques en Gaule dans la deuxième moitié du IIe s. apr. J.-C. », dans  Revue Archéologique, 1, 1984, p. 71-78.
- « Le sanctuaire des eaux de Gennes », dans Bulletin de la Société Nationale des Antiquaires de France, 1985, p. 92-101.
- « Une banque de données archéologiques sur la Gaule, pour quoi faire ? », Actes du Colloque international d'Yverdon (Suisse), 1992, Paysages Découverts, 2, 1993.
- « Rapports entre théâtres et sanctuaires gallo-romains », dans Mélanges Raymond Chevallier, Cæsarodunum, 28, 1994, p. 209-221.
- « La Loire : frontière culturelle ou axe économique », dans Actes du colloque sur la Loire, Nevers, 1995 (et synthèse du colloque)
- « Les origines du thermalisme », Colloque  2000 ans de thermalisme. Economie, patrimoine, rites et pratique, Royat, mars 1994, Clermont-Ferrand, Institut d’Etudes du Massif Central, 4, 1996, p. 3-10.
- « Nantes, Rezé et Angers, trois croissances urbaines différentes », dans Les villes de Lyonnaise, colloque de Tours, mai 1995, Cæsarodunum, 1996, p. 345-360.
- « Notice sur la cité des Arvernes », dans Inscriptions latines d’Aquitaine. Arvernes, Bordeaux, 1996, p. 11-40 (avec B. Rémy)
- « Corbilo, l’emporion de la Basse Loire » ; « Le carrefour de la Basse Loire (IIIe siècle avant J.-C.-Ve siècle après J.-C.) », dans Estuaire : de Nantes à Saint-Nazaire : histoire d’un port, Nantes, 1997, p. 47-48 et p. 52-56.
- « Un premier millénaire », dans Histoire de Saumur (dir. H. Landais), Privat, Univers de France, 1997, p. 35-44.
- « La carte archéologique des départements... méditerranéens », dans Colloque Regards sur la Méditerranée, Cahiers de la villa Kérylos, 7, 1997, p. 103-111.
- L'Académie des Inscriptions et Belles-Lettres et la naissance de l'archéologie au XIXe siècle : Colloque international, Aspects de l'archéologie française, Montbrison, octobre 1995.
- « Le contexte géographique et historique des inscriptions gauloises », dans Colloque sur les Inscriptions gauloises, 1998, E.P.H.S., Paris, 2001.
- « Lieux de pouvoirs (fora, sanctuaires) et espaces clos en Gaule », dans R. Bedon, Y. Liébert et H. Mavéraud (éd.), Les espaces clos dans l'urbanisme et dans l'architecture en Gaule romaine et dans les régions voisines, Hommages à R. Chevallier, Caesarodunum XLV, 2005, p. 143-157.
- « Les relations entre Arvernes et Arécomiques dans l’Antiquité », dans Colloque  Les relations Centre de la France et la Méditerranée (Clermont-Ferrand), Université de  Rennes, avril 2006.

## Distinctions
- Prix Louis Bouvier de la Société des Antiquités Nationales (1976).
- Prix du Salon français du livre (1978) pour Angers gallo-romain.
- Prix des Antiquités (1987) pour Le Val de Loire dans l'Antiquité.
- Prix de la Fondation Hugot de l'Institut de France (1998).
- Grand Prix Louis de Polignac de l'Institut de France (2000) pour la Carte archéologique de la Gaule.